# Üçkuyu, Derik
Üçkuyu là một xã thuộc huyện Derik, tỉnh Mardin, Thổ Nhĩ Kỳ. Dân số thời điểm năm 2010 là 259 người.